# Gobernación de Nayaf
Este artículo trata sobre la provincia de Irak. Hay también una ciudad del mismo nombre, véase Nayaf.
Náyaf (árabe: النجف Al-Naŷaf) es una de las dieciocho gobernaciones que conforman la república de Irak. Su capital es la homónima Náyaf. Ubicada al centro-oeste del país, limita al noroeste con Al-Anbar, al norte con Kerbala y Babilonia, al noreste con Cadisía, al sureste con Mutana y al suroeste con Arabia Saudita. Con 28 824 km² es la cuarta gobernación más extensa —por detrás de Al-Anbar, Mutana y Nínive— y con 45 hab/km², la tercera menos densamente poblada, por delante de Mutana y Al-Anbar, la menos densamente poblada.
- Datos: Q192882
- Multimedia: Najaf Governorate / Q192882